# Miličský potok
Miličský potok je potok v Abově, v jihovýchodní části okresu Košice-okolí. Je to pravostranný přítok Starého potoka, měří 4 km a je tokem VII. řádu.

## Pramen
Pramení v Slanských vrších, v podcelku Milič, na východním svahu Velkého Miliče (895 m) v nadmořské výšce přibližně 780 m.

## Popis toku
V pramenné oblasti teče severovýchodním směrem, následně vstupuje do Salašské brázdy a na krátkém úseku teče na sever. Zleva přibírá krátký přítok ze severovýchodního svahu Malého Miliče (759 m) a pokračuje severoseverovýchodním směrem. Zprava dále přibírá přítok z jihozápadního úpatí Suché hory (604 m) a opět teče severním směrem. Z levé strany ještě přibírá přítok pramenící jihovýchodně od obce Slanská Huta, vytváří výrazný oblouk ohnutý na východ a teče k ústí západním směrem. Do Starého potoka se vlévá jihovýchodně od obce Nový Salaš v nadmořské výšce 365 m.